# بحران نیجر (۲۰۲۳–اکنون)
بحران نیجر اشاره حوادثی دارد که پس از کودتای ۲۰۲۳ نیجر به وقوع پیوست. در این کودتا نیروهای گارد ریاست‌جمهوری روز ۲۶ ژوئیه سال ۲۰۲۳ محمد بازوم، رئیس‌جمهور را در کاخ خود بازداشت کردند و ژنرال عبدالرحمان تشیانی خود را رهبر خونتای نظامی حاکم بر نیجر خواند. در پاسخ به آن جامعه اقتصادی کشورهای غرب آفریقا (اکُواس) روز ۳۰ ژوئیه، ضمن اعمال تحریم‌های اقتصادی علیه نیجر، با صدور ضرب‌الاجل به کودتاچیان یک هفته فرصت داد بازوم را به قدرت بازگرداند؛ در این غیر این صورت دست به اقدام خواهند زد. این ضرب‌الاجل روز ۶ اوت به پایان رسید و اکواس نیروهای خود را آماده‌باش کرد.

## پیش‌زمینه

### شرایط نیجر پیش از کودتا
از زمان استقلال نیجر از فرانسه در سال ۱۹۶۰ تاکنون چهار کودتای نظامی در این کشور صورت گرفته‌است محمد بازوم نخستین رئیس‌جمهور منتخب دموکراتیک نیجر خوانده می‌شود که قدرت به صورت مسالمت‌آمیز به او منتقل شده‌است. او یکی از روسای حکومت غرب‌گرا در منطقه ساحل است. در این زمان ۱۱۰۰ نیروی آمریکایی و ۱۵۰۰ نیروی فرانسوی در نیجر استقرار دارند.
بر طبق آمار بانک جهانی، نیجر به عنوان کشوری فقیر سالانه نزدیک به ۲ میلیارد دلار کمک خارجی دریافت می‌کند. حدود ۹۰ درصد از انرژی مورد نیاز این کشور از نیجریه تأمین می‌شود.
در این حال، نیجر یکی از بزرگ‌ترین ذخایر معادن اورانیوم در جهان را دارد و دومین صادر کننده بزرگ آن به اتحادیه اروپا است. علاقه به اورانیومِ نیجر از سال ۲۰۲۲ با تلاش کشورهای اروپایی برای جایگزین کردن تأمین انرژی از روسیه تشدید شده‌است.
از سال ۲۰۲۰ تا این زمان مشابه این کودتا در کشورهای مجاور آن مانند گینه، مالی، سودان و بورکینافاسو رخ داده‌است؛ آن‌چنان‌که این منطقه از آفریقا لقب «کمربند کودتا» به خود گرفته‌است. این هفتمین کودتا در منطقه غربی و مرکزی آفریقا از سال ۲۰۲۰ است. سال ۲۰۲۲ رهبران جامعه اقتصادی کشورهای غرب آفریقا توافقی برای تشکیل نیروی امنیتی منطقه‌ای برای مقابله با ستیزه‌جویان و جلوگیری از کودتاهای نظامی داشته‌اند.

### وقوع کودتا
کودتای ۲۰۲۳ نیجر روز چهارشنبه ۲۶ ژوئیه توسط گارد ریاست‌جمهوری نیجر به فرماندهی ژنرال عبدالرحمان تشیانی، با مسدود کردن خروجی کاخ ریاست‌جمهوری آغاز شد.
سرهنگ نیروی هوایی آمادو عبدرامانه در مخابره تلویزیونی وقوع کودتا را علنی کرد. او اذعان داشت نیروهای امنیتی و دفاعی به جهت «وضعیت رو به وخامت امنیت و حاکمیت بد» وادار به اقدام شده‌اند. عبدرامانه خواهان اجتناب از هر گونه دخالت خارجی شد و اعلام کرد تمامی مرزها مسدود و حکومت نظامی سراسری برقرار شده‌است. عبدرامانه روز بعد تمامی فعالیت‌های احزاب سیاسی را تا اطلاع ثانوی در حالت تعلیق اعلام کرد.
در بیانه‌ای به امضای رئیس ستاد، ارتش نیجر پشتیبانی خود را از کودتاچیان اعلام کرد. ارتش اولویت خود را جلوگیری از بی‌ثباتی و محافظت از رئیس‌جمهور و خانواده او دانست.

### پشتیبانی از کودتا و مقاومت در برابر آن
در طرف مقابل، بازوم صبح روز ۲۷ ژوئیه در یک پست شبکه اجتماعی سوگند خورد از «دستاوردهای به سختی به‌دست‌آمده دموکراتیک» محافظت کند. حسومی مسودو، وزیرخارجه او نیز از «نیروهای دموکراتیک» خواست در مقابل کودتاچیان مقاومت کنند. او در مصاحبه با فرانس ۲۴ گفت که مسئله هنوز از طریق گفت‌وگو قابل حل است و این که نمایندگانی از کشور همسایه نیجریه در حال مذاکره با ارتش هستند. بولا تینوبو، رئیس‌جمهور نیجریه گفت رهبران کشورهای منطقه در برابر عزل رئیس‌جمهور بازوم مقاومت خواهند کرد.
صدها تن از حامیان رئیس‌جمهور در مقابل کاخ ریاست‌جمهوری گرد آمدند و از نظامیان خواستند به پادگان‌ها بازگردند. این افراد پس از شلیک تیرهای اخطار متفرق شدند. این تنها مورد تیراندازی در این کودتای بدون خونریزی بوده‌است.
حامیان کودتا در مقابل مجلس ملی تجمع کردند. برخی پرچم روسیه را در دست داشتند و شعارهای ضد فرانسوی می‌دادند. این افراد به مقر حزب حاکم نیجر (حزب سوسیالیسم و دموکراسی نیجر - پی‌ان‌دی‌اس) در نیامی حمله بردند و آن را به آتش کشیدند. وزارت کشور نیجر با صدور بیانیه‌ای از تلویزیون حکومتی، این اقدامات را محکوم و تجمعات را تا اطلاع ثانوی ممنوع اعلام کرد. معترضان حزب را به فساد و بی‌عملی در مقابل ناامنی‌ها متهم می‌کنند. پس از خروج فعالان حزب از ساختمان، پلیس با شلیک گاز اشک‌آور سعی در متفرق کردن حمله‌کنندگان به مقر حزب کرد.

## سیر حوادث

### ۲۸ و ۲۹ ژوئیه

#### انحلال قانون اساسی و تشکیل خونتای نظامی
خونتای نظامی تشکیل‌شده توسط کودتاگران موسوم به شورای ملی حفاظت از میهن، روز ۲۸ ژوئیه با صدور اطلاعیه دیگری قانون اساسی را معلق و تمامی نهادهای تشکیل‌شده بر مبنای آن را منحل خواند. این اطلاعیه عمر تشیانی را رئیس جدید حکومت نیجر «که از آن در روابط بین‌المللی نمایندگی می‌کند»، معرفی نمود. با این حال گمانه‌زنی‌هایی از وجود اختلاف میان رهبران کودتا حکایت دارد.
کاترین کولونا، وزیرخارجه فرانسه به رسانه‌های فرانسوی گفت امانوئل مکرون، رئیس‌جمهور این کشور چندین تماس تلفنی با بازوم داشته‌است. او همچنین کودتا در نیجر را «خالی از هر گونه مشروعیت» خواند. مکرون نیز که در سفر به پاپوآ گینه نو به سر می‌برد، از آمادگی فرانسه در همکاری با سازمان‌های منطقه‌ای برای تحریم رهبران کودتا خبر داد.

#### جلسه اضطراری اکواس
جامعه اقتصادی کشورهای غرب آفریقا (اِکُواس) خواهان آزادسازی بلافاصله بازوم و بازگشت به نظم بر مبنای قانون شدند. اکُواس اعلام کرد نشست اضطراری این سازمان منطقه‌ای را روز یکشنبه در ابوجا، پایتخت نیجریه تشکیل خواهد داد. پیش از این گفته شده بود پاتریس تالون، رئیس‌جمهور بنین برای میانجی‌گری به نیجر فرستاده شده‌است اما او تا به این زمان قادر به ورود به این کشور نشده‌است.
فرانسه تمامی کمک‌های مالی خود به نیجر از جمله برای توسعه آن را معلق نمود. اتحادیه آفریقا یک ضرب‌الاجل ۱۵ روزه به خونتای نظامی نیجر صادر کرد تا دولت پیشین را به قدرت بازگرداند. در پاسخ به این اقدامات، سرتیپ محمد تومبا، یکی از رهبران کودتا، در یک سخنرانی تلویزیونی در روز ۲۹ ژوئیه، آن را «طرح ستیز» علیه نیجر خواند و این کشور را آماده دفاع دانست.

### ۳۰ ژوئیه

#### ضرب‌الاجل اکواس
اکُواس روز ۳۰ ژوئیه پس از برگزاری نشست اضطراری خود، در بیانیه‌ای به کودتاگران اخطار داد اگر در عرض یک هفته بازوم را آزاد و به جایگاه پیشین خود بازنگردانند، تمامی تمهیدات لازم، از جمله قوه نظامی، را برای بازیابی نظم بر مبنای قانون در نیجر صورت خواهند داد. بدین منظور جلسه‌ای برای وزرای دفاع کشورهای عضو مقرر گردید. اکُواس همچنین اعلام کرد همه مبادلات تجاری و مالی، از جمله تبادل انرژی، اعضای آن با نیجر تعلیق شده‌است. اکُواس همچنین دارایی‌های نیجر و عوامل کودتا را در بانک‌های اعضای خود مسدود شده و ورود آن‌ها به این کشورها را ممنوع خواند. این محدودیت‌ها همچنین علیه اعضای خانواده و غیرنظامیانی که با کودتاگران همکاری کنند دانسته شد.
ایساتا تال سال، وزیرخارجه سنگال روز ۱ اوت گفت این کشور نیروهای خود را برای پیوستن به اکواس خواهد فرستاد.
بلینکن، وزیرخارجه ایالات متحده «عزم» اکُواس در «دفاع از نظم بر مبنای قانون» را تحسین کرد.

#### دیدار محمد دبی از نیجر
طبق گفته سخنگوی دولت آن، محمد دبی، رئیس‌جمهور کشور همسایه چاد، یکشنبه ۳۰ ژوئیه به ابتکار خود به نیجر سفر کرده‌است تا «بحران را حل کند.» دِبی تصاویری از دیدار جداگانه با بازوم و تشیانی منتشر کرد. این نخستین تصویر منتشر شده از بازوم پس از وقوع کودتا است. جزئیاتی از این دیدارها منتشر نشده‌است. خود دبی سال ۲۰۲۱ پس از کشته شدن پدرش به دست شورشی‌ها، توسط ارتش در چاد به قدرت رسید.

#### تظاهرات حامیان کودتا
هزاران تن از حامیان کودتا مجدداً به خیابان‌های نیامی آمدند و ضمن حمل پرچم روسیه و سر دادن شعارهایی بر ضد فرانسه، پشتیبانی خود از خونتای نظامی را اعلام کردند. با این وجود هنوز مشخص نیست سران نظامی کودتا قصد نزدیک شدن به روسیه و فاصله گرفتن از غرب را دارند یا خیر. به گزارش دویچه‌وله، تجمع‌کنندگان با اعتراض نسبت به امکان دخالت کشورهای همسایه، به سفارت فرانسه حمله کردند. عده‌ای سعی در ورود به ساختمان سفارت را داشتند که با شلیک گاز اشک‌آور متفرق شدند. فرانسه در واکنش به این اتفاق پاسخ خود به تعرض به منافع و شهروندان این کشور را «بلافاصله و شدید» دانست. پیش از این اتفاقات مشابهی در مالی و بورکینافاسو در حمل پرچم روسیه و حمله به سفارت فرانسه توسط حامیان کودتا در این کشورها، به وقوع پیوسته بود.

### ۳۱ ژوئیه
واکنش به تهدیدها
عبدرامانه در پخش تلویزیونی دولت ساقط‌شده را به وسیله ماسودو، وزیرخارجه، متهم به اجازه دادن به فرانسه جهت حمله به کاخ ریاست‌جمهوری برای آزادسازی بازوم، کرد. در این حال مکان به‌سربردن ماسودو مشخص نیست. با این وجود کولونا، وزیرخارجه فرانسه این ادعا را رد کرد و بازگردان بازوم را همچنان ممکن دانست.
دولت‌های بورکینافاسو و مالی با صدور بیانیه‌ای مشترک در روز دوشنبه هر گونه دخالت نظامی خارجی در نیجر را «به مثابه اعلان جنگ» علیه این دو کشور دانستند. این بیانیه ضمن ابراز همبستگی با مقامات خونتای نظامی نیجر، تصریح نمود بورکینافاسو و مالی در هیچ اقدامی علیه نیجر مشارکت نخواهند کرد. این دو کشور همچنین تحریم‌های اعمالی توسط اکُواس را «غیرقانونی، غیر مشروع و غیرانسانی» دانستند. نهاد ریاست‌جمهوری گینه هم موضع مشابهی اتخاذ کرد و گفت مشارکتی در اقدام علیه نیجر نخواهد داشت. این کشور هشدار داد دخالت نظامی در نیجر به یک «فاجعه انسانی» منجر خواهد شد. اکُواس پیش از این دو کشور بورکینافاسو و مالی را نیز به جهت کودتاهایی که در آن‌ها رخ داده بود، تحریم و عضویت آن‌ها در این سازمان را معلق کرده‌است اما تا به کنون تهدیدی برای توصل به زور علیه آن‌ها وجود نداشته‌است.
روسیه اعلام کردن تهدید به دخالت باعث کاهش تنش‌ها نخواهد شد.
بازداشت عوامل دولت
حزب پی‌ان‌دی‌اس با دادن خبر دستگیری رئیس کمیته اجرایی خود و همچنین وزرای نفت، معدن، داخله و ترابری و وزیر پیشین دفاع، نیجر را در خطر گرفتار شدن به یکم «رژیم دیکتاتور و تمامیت‌خواه» خواند. طبق ادعای این حزب تا کنون مجموعاً ۱۳۰ تن از اعضای آن بازداشت شده‌اند.

### ۱ اوت
تخلیه شهروندان اروپایی
کولونا، وزیرخارجه فرانسه اعلام کرد هواپیماهایی برای تخلیه «چند صد» شهروند این کشور و سایر کشورهای اروپایی از نیجر به دلیل «وضعیت بحرانی»، عازم شده‌اند و این عملیات احتمالاً در طی ۲۴ ساعت صورت بگیرد. فرانسه سخنی از خارج کردن ۱٬۵۰۰ نیروی نظامی خود از این کشور به میان نیاورده است. آنتونیو تاجانی، وزیرخارجه ایتالیا نیز خبر از قصد مشابهی داد. به گفته سخنگوی وزارت خارجه ایتالیا، ۹۰ شهروند و ۳۰۰ نظامی این کشور در نیجر حضور دارند. بدین ترتیب نخستین هواپیمای فرانسوی ۲۶۲ مسافر ساعت ۱:۳۰ بامداد ۲ اوت در فرودگاه شارل دو گل در پاریس بر زمین نشست. پرواز شبانه دیگری حدود ۶۰ ایتالیایی و آمریکایی را به رم منتقل کرد.
ایالات متحده به کارکنان غیر ضروری سفارتخانه خود در نیامی دستور داد از نیجر خارج شوند. در این حال سفارتخانه به صورت بازمی‌ماند. مقامات آمریکایی هنوز ارتباطی با حاکمیت ژنرال تشیانی در نیجر برقرار نکرده‌اند تا به گفته این مقامات، از «مشروعیت‌بخشی» به آن اجتناب شود.
طبق اعلام ارتش فرانسه تخلیه سربازان این کشور «به هیچ وجه در دستور کار نیست». به گفته وزیرخارجه فرانسه توافقی که با بازوم برای استقرار نیرو در نیجر امضا شده‌است «هنوز معتبر است» زیرا فرانسه «هیچ مرجعی را غیر از او» به رسمیت نمی‌شناسد. سخنگوی پنتاگون هم از اتخاذ موضع مشابهی توسط ایالات متحده خبر داد. در این حال، برخلاف کودتاهای مالی و بورکینافاسو که رژیم جدید در آن‌ها توافقات دفاعی با غربی‌ها را به سرعت لغو کردند، کودتاچیان در نیجر هنوز از فرانسه نخواسته‌اند نیروهای خود را از این کشور خارج کند.

### بازگشایی مرزها
مرزهای زمینی و هوایی نیجر روز ۲ اوت با پنج کشور همسایه، الجزایر، بورکینافاسو، لیبی، مالی و چاد، بازگشایی شد.

### دیدار در مالی
در پی پشتیبانی این کشور از حاکمان نظامی نیجر، ژنرال سایفو مودی، از عوامل کودتا، با گروهی از نمایندگانروز ۲ اوت در مالی با آسیمی گویتا، رئیس‌جمهور موقت آن دیدار کرد.

### تظاهرات روز استقلال
هزاران تن از حامیان کودتا به مناسبت روز استقلال نیجر در پایتخت تظاهرات گسترده‌ای به با کردند.